# 심영 (배우)
심영(沈影, 1910년 9월 3일 ~ 1971년 7월 24일)은 일제강점기와, 대한민국, 조선민주주의인민공화국의 연극배우이자 영화배우이며 조선민주주의인민공화국의 대학 교수이다. 본명은 심재설(沈載卨)이며, 아오키 진에이(일본어: 靑木 沈影)는 창씨개명이다. 아버지는 철원군수를 지낸 심완섭(沈琬燮)이다.
일제강점기 당시 심영(沈影)이라는 예명으로 활동하였다. 고등학교 재학 때 연극에 무명배우로 참여했다가 퇴학당했다가 복학했다. 초기에는 무용수로도 활동했고 무명 단역 연극배우를 전전하다가 1929년부터 연극배우로 이름이 알려졌다. 이후 연극배우로 활동하면서 영화에도 진출하여 영화배우로도 활약하였다. 해방 직후에는 조선영화동맹, 문화전위대 등의 조직에 참여하고 전국 순회공연을 하였다. 주로 대구와 주변 지역에서 순회공연을 하다가, 시민들을 선동한다는 이유로 김두한, 대한민청 등의 표적이 되기도 하였다. 1946년 3월 14일 오후 극작가 박영호의 《님》 공연을 마치고 귀가하다 광통교에서 김두한이 쏜 총에 맞아 하복부를 관통상당했다. 흔히 고환을 맞았다고 하는데 그것은 드라마 야인시대의 설정이다. 1947년 12월에서 1948년 4월경 사이에 북한으로 월북했다.
월북 이후에는 조선예술영화촬영소 연기국 연기과장, 조선영화인동맹 위원장, 평양연극영화대학 교수로 활동하였다. 1920년 초반에는 단역 배우로 활동하면서, 잠시 무용수로도 겸업 활동하였다. 1930년대 중반에는 한때 연극배우, 영화배우 생활을 하면서 경성에서 구두수선점을 해방 직전까지 같이 운영하기도 했다. 심영과 비슷한 심장(沈彰)이라는 가명도 사용하였다.

## 생애

### 어린 시절
1910년(메이지 43년) 9월 3일 강원도 철원군 서변면 관전리 구 철원관아 객사에서 태어난 뒤부터 경성부 북부 출장소 재동정(현 서울특별시 재동)에 거주했으며, 그의 출생년대에 대해서는 일설에는 1909년생, 1908년생 설도 있다. 보통 1910년생 설을 취하지만, 잡지 삼천리지와의 인터뷰에서는 1936년 당시 만 27세라고 자신을 소개하기도 했다. 1971년 이후로 한국의 인명사전이나 백과사전에 이름이 등장하기 시작했다. 그의 집안 족보에는 1910년생으로 수록되었기에, 보통 1910년생 설을 통설로 채택한다.
아버지는 철원군수를 지낸 심완섭(沈琬燮)이고, 어머니는 군수 김병섭의 딸 강릉 김씨이다. 아버지 심완섭은 서자였는데, 할아버지 심상학(沈相學)은 1873년(고종 10년) 문과에 급제해 고종 때 이조참의와 예조참판을 지냈고, 외교관으로도 활동하였다. 증조부 심경택(沈敬澤)은 1833년(순조 33년) 생원으로 정시문과에 병과로 급제해 이조참판, 도승지, 형조판서, 한성부판윤 등을 지냈지만, 할아버지 심상학은 본부인 연안 이씨에게서 자녀가 없었고, 첩에게서 심완섭을 얻었다. 할아버지 심상학은 14촌 형제 심상갑(沈相甲)의 아들 심기섭(沈琦燮)을 양자로 들였다. 의붓 큰아버지 심기섭은 1894년(고종 31년) 진사시에 합격하고 홍릉참봉을 역임했다. 서자 출신이었지만 아버지 심완섭도 품팔이꾼을 하다가 관직에 올라 철원군수를 역임했다.
경성부 북부 출장소 재동정(현 서울특별시 재동)에 집이 있었는데 넓은 단독주택 기와집에서 자랐을 정도로 그의 집은 부유했다. 그의 집에는 다양한 식객이 몰려들었다. 1918년 파리 강화 회의가 열릴 때 그의 집에 머무르던 김철(金徹, 1919년 당시 39세)은 1919년 고종의 갑작스러운 죽음 이후 전라남도 장성군 사람으로 고종의 장례식을 보러 상경한 기산도(奇山度)에게 파리 강화 회의와 우드로 윌슨의 민족자결주의를 선전하고, 전라남도, 전라북도 등지를 돌아다니며 독립운동을 홍보했다가, 3년만에 발각되어 체포되기도 했다. 1918년 당시, 혹은 김철이 체포된 당시 1922년 8월 무렵의 심영은 이미 만 15세 이상의 나이였을 것으로도 추정된다.
소년 시절 이씨와 결혼했으나 본관과 이름은 알려져있지 않다. 본부인과 사별인지 이혼했는지 여부도 정확하지 않다. 경성제이고보 졸업 후 일본 유학을 다녀온 뒤 이명희와 재혼했는데, 이명희는 1947년 심영이 광교에서 총에 맞고 병원에 입,퇴원할 당시에도 생존해 있었다.
의정부공립보통학교를 졸업하고 경성제이고등보통학교(현재의 경복고등학교)에 입학했다. 경성제이고보에 입학하기 전인 의정부공립보통학교 6학년 때(1922년)에 처음으로 연극 무대에 섰다.

### 무용과 연극 데뷔
경성제이고등보통학교 재학 시절 그는 무용에 관심을 가지다가, 결국 1928년에 무명 연극배우로 단편 연극 몇 편에 출연하였는데, 이수일과 심순애(李守一과 沈順愛), 방아타령, 바다여 말하라, 은하에 흐르는 정열 등에도 단역으로 출연하였다. 그밖에 종로5가 미나도 극장에서 상연된 김자양문(金子洋文) 작 영화 하사(荷事)에도 출연했다. 그러다가 학교에 알려져 학교의 승인 없이 연극 활동과 사회 활동을 했다는 이유로 경성제이고보 일본인 학생지도 교사에 의해 퇴학 처분을 받았고 토월회 연구생으로 입단하면서 연극계에 입문했다. 이후 그는 무명 배우로 단역을 전전하였다.
연극, 무용에도 참여하면서 그는 몇몇 연극에 단역으로 참여하는가 하면 연극발표회에도 참여했지만 수상하지 못했다. 심영은 자신이 배우가 된 동기에 대해 잡지 조광의 한 설문에서 "'배우'는 사람이 아니라는 말을 듣고 말다툼 끝에 배우가 되었다"라고 밝혔다. 잠시 일본에도 건너갔지만 작품 출연도 없고 일거리가 없어 한때 동경 사거리에서 구쯔나오시(구두닦이)를 하기도 했다. 이때 일본으로 건너가기 직전 박제행을 우연히 만났다가 "배우만 되면 크게 인기를 얻을 기회가 생기고 그러면 출세한다"는 조언을 듣고 자극을 받았다고 한다.
그의 첫 작품이나 단역으로 출연했던 작품들은 알려져있지 않다. 다만 출연진 속에 심영의 이름이 나타나는 작품은 1929년 11월 14일부터 11월 16일까지 경성부 조선극장에서 공연한 연극 《간난이의 설움》이었다.
《춘향전》에서는 황철이 이몽룡 역을, 심영이 방자 역을 맡았으며 《사랑에 속고 돈에 울고》에서는 심영이 주인공 홍도의 남편 역을, 황철이 홍도의 오빠 역을 맡았다. 다시 복학하여 1930년 경성제이고등보통학교를 졸업하였다. 졸업 직후 미국인 무용가 A. C그라운드에게서 무용 지도를 받았고, 그의 딸이 가까이에서 도와주며 1년간 무용 연습을 했지만 그만두고 1931년부터는 영화에도 단역으로 출연하면서 영화배우도 겸하게 되었다.

### 연극, 영화배우 활동
이후 극단에 들어가 극단 태양극단(太陽劇團)에 있었고 태양극단의 연출부도 담당하다가, 극단 동경(東京)으로 옮겨가서 활동했다. 연극 인삼(仁三)에서 단역으로 젊은 청년 역을 했으며, 동학 농민 운동을 소재로 한 연극 어둠에서에서 처음 주인공 역을 맡았다. 그는 주인공 역과 악역 등을 번갈아 가면서 맡게 되었다. 1936년 《춘향전》에서도 방자 역을 맡았고, 삼남 지방 순회공연을 다녀왔다.
1932년 대경영화양행에서 제작한 이수일과 심순애, 신흥프로덕션에서 제작한 방아타령에 참여했다. 1932년 9월 조선영화제작소(朝鮮映畵製作所)의 창립에 참여하였다. 12월 태양극단 소속으로 콜롬비아 레코드 회사의 부탁으로 박제행(朴齊行) 등과 인도의 달이라는 드라마를 촬영해서 비디오로 녹화하였으나 판매금지 조치를 받았다. 1932년 9월 18일 만주사변이 발생하여 그해 말 태양극단은 만주동포 위문공연을 추진하여 그도 만주를 다녀왔다.
1930년대 초 동양극장(東洋劇場)에도 소속되어 있다가 탈퇴하였다. 동양극장에서는 청춘좌(靑春座)라는 곳을 전속 대여받아 그곳에서 연극 촬영을 했다. 또한 일본에 잠깐 체류하면서 구두닦이를 하던 실력으로 구두수선술도 어깨너머로 익혔던 그는 1930년대 초반부터 1936년 무렵까지 연극생활 외에 경성부 종로구의 한청빌딩에 구두수선 가게를 운영하기도 했고, 직원을 고용하였다.
1934년 여름, 경상, 전라, 충청 삼남지방에 수해가 발생하자 그는 수재 의연품으로 의복을 두 번 기증하였는데, 의류의 종류나 개수는 확인되지 않는다.
1935년 금강시네마에서 제작한 아름다운 희성, 1936년 청도영화사 제작 바다여 말하라의 주연, 금강시네마의 은하에 흐르는 정열 등에 참여하였다.
1937년 6월 6일 동양극장 출신 송영, 서월영 등의 주도로 극단 중앙무대(中央舞臺)를 설립하자, 여기에 참여하였다. 1938년 8월 1일 잡지 삼천리지 1938년 제10권 8호에서 현대 여성의 악취미라는 주제로 설문조사를 할 때 참여하여, 그는 현대 여성의 악취미로 격에 맞지 않은 양장을 입고, 얼굴에 어울리지 않는 파마를 한 것, 젊은 여자들의 담배 유행병, 길에서 츄잉껌을 씹으며 다니는 것 등을 응답했다. 1938년 11월 함경북도 무산에서 영화 지복만리(福地萬里) 촬영에 출연하였다.

### 중일전쟁, 태평양전쟁기 활동
1939년 극단 고협의 대표로 활동하였다. 그해 고협의 함경도 순회공연 중 그는 원산지역 순회공연에 참여했다. 고협을 비롯한 여러 연극 단체들이 조선총독부의 후원으로 친일 연극 단체 조선연극문화협회를 결성했을 때 이 단체의 간부를 맡았는데 고협은 태평양 전쟁 중 임선규의 《빙하》, 《상아탑에서》, 송영의 《해당화 피는 섬》, 김태진의 《아름다운 고향》 등 친일 연극을 다수 공연했다. 한편 그의 극단에는 한학수 등의 후원자가 있었고, 부인 이명희가 잡지 삼천리지와의 인터뷰에서 고마움을 표하기도 했다.
1941년 8월 1일 조선총독부의 조선영화령으로 영화배우를 등록할 때, 영화배우 명단에 수록되었다. 1941년 9월 촬영하여 1942년 상영한 학도병을 주제로 한 일본영화 그대와 나(君と僕) 촬영에 출연하였다. 1941년 12월 22일 오후 2시 경성부 부민관 중강당에서 열린 조선연극협회의 조직에 참여하고 감사에 선출되었다.
1943년에 친일 선전 영화 망루의 결사대(원제:望樓の決死隊)에 출연하고 이후 몇몇 관변 영화에 참여하면서 그는 친일 연기자로 지목받게 되었다. 1943년 9월 16일부터 12월 26일까지 열린 제2회 연극경연대회(演劇競演大會)에서 일어극 부문 개인 연기상을 수상했고 친일 영화 《너와 나》, 《망루의 결사대》에도 출연했다. 이러한 행적으로 인해 2008년에 발표된 민족문제연구소의 친일인명사전 수록예정자 명단의 연극/영화 부문에 선정되었다. 친일반민족행위진상규명위원회에서는 심영을 문예봉과 함께 《일제강점하 반민족행위 진상규명에 관한 특별법》에 명시된 친일반민족행위 결정 심의 대상자 명단에 올렸지만 배우로서 친일반민족행위를 주도하기에는 상대적으로 낮다고 판단하여 기각했다.
1941년에 발매된 가수 박향림의 앨범 《걸작집》에 수록된 노래 메들리 〈코스모스 탄식, 쓸쓸한 여관방, 흐르는 남끝동〉, 〈요즈음 다방, 맹서 한 토막, 청춘이별〉에서 대사 파트를 담당했다. 1943년 9월 16일부터 12월 26일 경성부 부민관에서 개최된 제2회 연극공연대회에 참가, 1944년 3월 17일 입선상을 수상하였다. 상격은 개인부문 3등이었다. 광복 이후 미 군정 시기에 혁명극장 등 좌익 계열 단체 연극동맹에서 활동했다.

### 피격과 구속
1945년 9월 심영은 박제행, 박창환, 박춘명, 김양춘, 박영호 등과 함께 혁명극장을 창립하고 극장장이 되어 운영하였으나 몇번의 피습 끝에 극장 문을 닫았다. 해방 이후의 군정기에는 심영이라는 예명 외에 원래 예명과 비슷한 심장(沈彰)이라는 이름도 사용하였다. 김두한이 기억 착오나 혹은 정확하게 기억할 수도 있는 심형일 역시 그의 다른 가명이나 예명일 가능성도 높다.
1946년 3월 초부터 그는 경성부 명치정 국제극장에서 친일이자 좌파 성향의 극작가 박영호의 《님》의 공연에 출연하였다. 1946년 3월 14일 오후 8시 30분경 극작가 박영호의 《님》 공연을 마치고 귀가하던 중 광통교에서 괴한에게 총을 맞아 중상을 입어 경성대학 의학부 부속병원 외과 김성진(金晟鎭)외과에 입원했다. 서울신문은 당시 상황을 ‘다리 위 자욱한 안개 속에서 누런 바바리코트와 회색 모자를 쓴 괴한이 나타나 권총을 발사했다’고 묘사했다. 이때 그는 하복부(아랫배 주변)을 관통상되었다.
심영에게 총을 쏜 사람이 정확하게 누구였는지 알려져 있지 않으나, 김두한이 1969년 동아방송과의 인터뷰에서 자신이 심영에게 총을 쐈으며 이후에 백병원을 찾아가 심영을 죽이려고 했지만 심영의 어머니 때문에 마음이 약해져서 그러지 못했다고 진술했다. 그러나 김두한이 심영을 ‘심형일’이라고 부르고 있고 극장과 병원 이름이 당시 기사와 모두 일치하지 않아 일부 착오가 있었던 것으로 추정된다. 참고로 심영이 피격된 곳은 종로구와 중구의 경계선이었다. 아주 애매한 위치에서 총격당했다.
심영은 이후 1946년 11월 경성부에 민중극장과 극단 민중을 창설하여 《원야 (原野)》, 《태백산맥》, 《별하나》 등의 연극을 공연하였다. 1946년 12월 24일 오후 2시 경성 종로 YMCA에서 조선연극동맹 서울지부가 조직되자 허집(許執), 함세덕(咸世德), 한일송(韓一松), 서일성(徐一星), 조현(曺鉉), 황철(黃澈), 김산초(金仙草), 이상백(李象伯), 김선영(金鮮英), 박창환 등과 함께 참석하였다. 1947년에는 연극 《원야 (原野)》를 상영하였다.
1947년 7월 21일 연극 조직인 문화공작대의 제2대, 3대가 지방 순회공연을 할 때 그는 제4대를 이끌고 경상북도 지역의 대구, 포항, 경주, 안동, 영주, 상주, 김천 지역을 순회 공연하였다. 1947년 7월 26일 문화공작대를 이끌고 대구에서 공연 도중, 총격을 받고 중상을 입어 연극이 중단되었다. 1947년 파업 선동 혐의로 미 군정 경찰에 피검되는 등 좌익 극단에 대한 탄압이 계속되자 1947년 12월 말 혹은 1948년 4월 남북협상을 전후로 하여 월북하였다. 그러나 그의 정확한 월북 날짜는 알려져 있지 않다. 월북할 당시 황철과 힘을 합쳐서 어려 사람들을 납북했는데 그 중에서 자신이 피습당했을 때 자신을 치료해준 의사인 백인제와 배우 최은희 등도 포함되어 있었다. 하지만 최은희는 납북당하자마자 바로 탈북했다.

### 월북 이후
1948년 조선예술영화촬영소 연기국 연기과장, 조선영화인동맹 위원장에 선임되었다. 1948년 4월 19일~4월 30일 평양에서 개최된 제1차 남북협상에는 문화예술인 대표자로 협상을 지지하였다. 1948년 6월 29일의 제2차 전조선 제정당사회단체 대표자 연석회의에도 참여하였다.
1950년 6월 29일 한국 전쟁 당시 리승엽 및 조선인민군과 함께 서울에 상륙, 영화배우, 연극배우, 탤런트, 가수, 희극인들에게 같이 북한으로 갈 것을 권고하거나 꾀거나 강제로 수십여 명을 데려가기도 했다. 연예인 뿐만 아니라 자신을 치료해 준 의사인 백인제 박사도 데려갔다.
전쟁으로 남북 경계선이 한반도 군사 분계선으로 대체되면서 실향민이 되었다.
월북 이후의 출연 작품으로는 《내고향》(1949), 《향토를 지키는 사람들》(1952), 《정찰병》(1953), 《벗들이여 우리 함께 가자》(1960), 《두만강》(1960), 《다시 찾은 이름》(1963) 등 출연하였고 1952년 조선연극인동맹 중앙위원 및 조선민주주의인민공화국 국립 연극극장 배우, 연극극장장, 1959년 조선연극인동맹 부총장을 맡았다. 1961년 조선영화인동맹 위원장 겸 조선문화예술인총동맹 부위원장을 지냈으며 같은 해에 조선민주주의인민공화국 영화대표단 단장으로 소련을 방문했다. 조선예술영화촬영소 연기과장과 평양연극영화대학 강좌장을 역임했으며 1957년 공훈배우 칭호, 1964년 인민배우 칭호를 받았다. 1966년부터 평양연극영화대학 교수로 재직하였다.
1971년 숙청되어 중앙 무대에서 사라졌다. 그의 최후에 대해서는 친일인명사전에는 심영이 1971년 7월 24일 지병으로 사망하였다고 되어 있다. 한편 1971년 숙청되어 평양직할시 인근의 삼석구역 삼신탄광에서 노역을 하다가 1973년 폐결핵으로 사망했다는 설도 있다. 그가 왜 숙청되었는가의 이유는 알려져있지 않다.

### 사후
그는 월북 인사였고 한국 전쟁 중 남한의 영화배우, 연극배우, 희극인들을 납치하거나 월북하도록 권고, 속임수를 썼으므로 휴전 후 한동안 금기대상이 되었다가 1971년부터 한국의 인명사전, 백과사전에 이름이 등장하기 시작했다.
심영의 죽음은 탈북자에 의해 1970년대 중반쯤에 알려졌다. 그러나 심영의 사망장소와 사망년도, 사망 날짜에 대한 것은 다소 정확하지 못하다.

## 작품 출연

### 연극
- 《간난이의 설움》(1929)
- 《춘향전》 (1936)
- 《빙하》
- 《상아탑에서》
- 《해당화 피는 섬》
- 《아름다운 고향》
- 《원야 (原野)》(1946)
- 《태백산맥》(1946)
- 《별하나》(1946)
- 《님》(1946)
- 《원야 (原野)》(1947)

### 영화
- 아름다운 희성 (1935)
- 바다여 말하라 (1936)
- 은하에 흐르는 정역 (1936)
- 지복만리 (1938)
- 君と僕 (1941)
- 望樓の決死隊 (1943)
- 너와 나
- 내 고향 (1949)
- 향토를 지키는 사람들 (1952)
- 정찰병 (1953)
- 벗들이여 우리 함께 가자 (1960)
- 두만강 (1960)
- 다시 찾은 이름 (1963)

### 드라마
- 라디오 드라마, 《인도의 달》 (1932)

### 기타
- 박향림 노래 메들리〈코스모스 탄식, 쓸쓸한 여관방, 흐르는 남끝동〉
- 박향림 노래 메들리〈요즈음 다방, 맹서 한 토막, 청춘이별〉

## 기타
1936년 6월 삼천리지와의 인터뷰가 삼천리지 1936년 제8권 6호로 발행되었는데, 그에 의하면 좋아하는 색상은 파란 하늘 색이고, 좋아하는 꽃은 장미 꽃이라 한다. 그는 유행가요는 싫어한다 하지만 인생안내(人生案內)라는 작품의 주제곡은 좋아한다 하였다.
삼천리지, 개벽지 등의 잡지나 언론에 스스로 공개한 취미로는 댄스와 무용, 검도였는데, 1936년 무렵 검도 초단을 취득하였다. 작고 덩치있는 체구였지만 그는 무용과 발레를 할 줄 알았다. 야인시대에서 묘사된 심영은 '고자라니' 패러디로 유명해지면서 디시인사이드를 중심으로 넷상에서 큰 화제가 된 인물이다.

## 수상 경력
- 1944년 3월 17일 제2회 연극공연대회 수상

## 가족 관계
증조부 심경택과 할아버지 심상학은 모두 과거 급제자였고 각각 고종 때 증조부 심경택은 판서와 한성부판윤, 할아버지 심상학은 참판(차관급)을 역임했다. 그러나 아버지 심완섭은 서자라서 생애 초반에는 품팔이꾼을 전전하기도 했다.
- 열조부 : 심건지
  - 증외외현조부[19]: 이정규(李鼎圭)
    - 고조부 : 심의복(沈宜復, 1788년 ~ ?)
    - 고조모 : 전주 이씨
      - 증조부: 심경택(沈敬澤, 1809년 ~ 1869년 5월 10일)

    - 증외고조부[20] : 조이순(趙頤淳, 1786년 ~ 1836년)
    - 증외고조모[21] : 광산 김씨
      - 증조모: 양주 조씨(1808년 ~ 1877년)
        - 할아버지: 심상학(沈相學, 1830년/1845년 ~ 1890년 5월 18일)
        - 할머니: 연안 이씨(1847년 ~ 1913년 6월 8일)
          - (의붓)큰아버지 심기섭(1878년 ~ 1932년 2월 16일

        - 할머니: 이름 미상의 첩(名 未詳의 妾)
          - 아버지: 심완섭(沈琬燮, 1886년 ~ 1968년 12월 14일)

        - 외할아버지 : 김병섭(金秉燮, 1838년 ~ 1904년 11월 14일) - 군수
          - 어머니: 강릉 김씨(1886년 ~ ?)
            - 부인: 이씨(李氏)
            - 부인: 이명희(李明嬉)

        - 16촌 할아버지 : 심상섭

## 같이 보기
| - 야인시대 - 미나도 극장 - 문예봉 - 황철 - 허정숙 - 심상학 - 서울대학교병원 | - 백인제 - 백병원 - 김원봉 - 박헌영 - 김두한 - 심영 |

## 등장한 작품
- 1986년 《북으로 간 여배우》 - 이문수, MBC 텔레비전 드라마
- 2001년 《동양극장》 - 박철호, KBS 텔레비전 드라마
- 2003년 《야인시대》- 김영인, SBS 텔레비전 드라마